# آفری
آفری (انگلیسی: AFRY) یک شرکت سوئدی است که تامین کننده خدمات مهندسی، طراحی و مشاوره فنی با گستره جهانی است. این شرکت در سال ۱۸۹۵ در مالمو، سوئد تأسیس شد.